# Кристоф де Ламотт-Гери, Филипп
Филипп Кристоф де Ламотт-Гери (фр. Philippe Christophe de Lamotte-Guéry; 1769—1848) — французский военный деятель, полевой маршал (1830 год), барон (1814 год), участник революционных и наполеоновских войн.
Старший брат бригадных генералов Николя-Франсуа Кристофа и Жана-Франсуа Кристофа.

## Биография
Родился в семье адвоката и генерал-лейтенанта полиции Нанси Николя Кристофа де Ламотт-Гери (фр. Nicolas Denis Christophe de Lamotte-Guéry; —1815) и Терезы Бьо де Ламбине (фр. Thérèse Marie Biot de Lambinet; 1750—1776).
Со 2 сентября 1792 года по 8 января 1793 года служил в качестве адъютанта в штабе Рейнской армии. 9 января 1793 года был переведён в 9-й гусарский полк (с 1794 года - 8-й гусарский), где 7 мая 1794 года был назначен командиром эскадрона.
29 января 1795 года женился на Луизе де Монфрабёф (фр. Louise Félicité Anne de Monfrabeuf; 1771—1830), дочери военного и писателя Луи де Монфрабёфа (фр. Louis de Monfrabeuf; 1724—1792). В браке родились два сына.
21 апреля 1797 года во время второго перехода через Рейн во главе 200 гусар совершил блестящую атаку на австрийских кирасиров Анспаха, захватив колонну экипажей, несколько лошадей и багаж генерала Клинглина. 29 августа 1799 года переведён в 12-м кавалерийский полк. С 1799 по 180 годы сражался в рядах Дунайской и Рейнской армий. Отличился в сражении при Гогенлиндене в 1800 году, где в разгар боя ему удалось спасти конно-егерский полк, преследуемый вражеской кавалерией, и окружить полк австрийских драгун, из которых 150 человек были убиты или взяты в плен.
28 ноября 1803 года получил звание майора, и назначен заместителем командира 12-го кирасирского полка, расквартированного в Меце.
31 марта 1808 года был произведён во вторые полковники, и назначен командиром кавалерийского авангарда в корпусе генерала Дюпона, направленного в Испанию. Летом того же года при капитуляции французских войск при Байлене попал в плен, и с другими офицера и солдатами был заключён на понтоне «Старая Кастилия» в Кадисе. 15 мая 1810 года руководил группой французских пленников, совершивших побег из тюрьмы, обезоружив охранников и угнав понтон к французскому берегу.
7 сентября 1811 года получил звание полковника и возглавил 5-й кирасирский полк. В Русской кампании 1812 года служил в рядах 2-й дивизии тяжёлой кавалерии, участвовал в битвах при Смоленске и Бородино. Сражался также в Саксонской и Французской кампаниях.
11 мая 1814 года, после возвращения Бурбонов, стал командиром полка кирасир короля (бывшего 1-го кирасирского полка). 
29 августа 1815 года правительство доверило ему командование 23-м жандармерским легионом в Меце, откуда он 11 августа 1816 года перешёл в 11-й в Лиможе и, наконец, командовал жандармерией города Париж. Во главе 3-го легиона в Руане находился с 20 марта 1820 года, когда 13 апреля 1830 года был допущен к отставке с почётным званием полевого маршала.
Поселился в Версале, где провёл остаток жизни. Вдовец, Филипп женился 25 мая 1831 года в Версале на Мари Делаэ (фр. Marie Geneviève Delahaye; 1771—): брак без потомства. Умер 28 апреля 1848 года.

## Воинские звания
- Солдат (2 сентября 1792 года);
- Лейтенант (9 января 1793 года);
- Капитан (18 июля 1793 года);
- Командир эскадрона (7 мая 1794 года);
- Майор (28 ноября 1803 года);
- Второй полковник (31 марта 1808 года);
- Полковник (7 сентября 1811 года);
- Полевой маршал (13 апреля 1830 года).

## Титулы
- Барон Ламотт-Гери и Империи (фр. baron Lamotte-Guéry et de l'Empire; декрет от 28 сентября 1813 года, патент подтверждён 26 февраля 1814 года)[2][3].

## Награды
- Легионер ордена Почётного легиона (25 марта 1804 года)

- Офицер ордена Почётного легиона (11 октября 1812 года)

- Кавалер военного ордена Святого Людовика (27 июня 1814 года)

- Командор ордена Почётного легиона (29 июля 1814 года)